# Cambefortantus helenae
Cambefortantus helenae är en skalbaggsart som beskrevs av Olivier Montreuil 2008. Cambefortantus helenae ingår i släktet Cambefortantus och familjen bladhorningar. Inga underarter finns listade.